# Barbara Baehr
Barbara Baehr (r. Hoffmann, Pforzheim, Njemačka, 25. veljače 1953.) je entomologinja, arahnologinja i taksonomistica pauka. Opisala je preko 400 novih vrsta pauka, uglavnom iz Australije. Porijeklom je iz Pforzheima u Njemačkoj.

## Obrazovanje i rad
Barbara Baehr stekla je i Staatsexamen i doktorat iz zoologije / ekologije na Sveučilištu u Tübingenu u Njemačkoj.
Od 1984. do 1998. je radila kao znanstvena suradnica u Bavarskoj državnoj zoološkoj zbirci u Münchenu u Njemačkoj. U to je vrijeme predavala i zoologiju beskičmenjaka na Sveučilištu Ludwig Maximilian u Münchenu (LMU) od 1996. do 1998. godine, te izvodila izlete proučavanja pauka za studente.
Nakon nekoliko istraživačkih posjeta Australiji (Muzej zapadne Australije, Perth, 1994.; Muzej Queenslanda, Brisbane i Australski muzej, Sydney, 1999.), u siječnju 2000. je postala znanstveni novak u muzeju Queensland. Njezin rad ondje se fokusirao na interaktivni ključ potporodica pauka, a financirala ga je australska studija bioloških resursa.
Njezino istraživanje bilo je fokusirano na taksonomiju obitelji Zodariidae, Hersiliidae i Prodidomidae (od tada prebačene u Gnaphosidae kao potporodica Prodidominae).

## Publikacije
- Baehr, B.; Ubick, D., 2010. "A review of the Asian goblin spider genus Camptoscaphiella (Araneae, Oonopidae)", American Museum Novitates, no. 3697
- Baehr, B.; Harvey, M. S.; Smith, H. M. (Helen Motum), 2010. "The goblin spiders of the new endemic Australian genus Cavisternum (Araneae, Oonopidae)", American Museum Novitates, no. 3684
- Baehr, B. C.; Whyte, R. 2016. "The Peacock Spiders (Araneae: Salticidae: Maratus) of the Queensland Museum, including six new species", Zootaxa, 4154(5): 501–525.
- Baehr, B. C.; Whyte, R. 2016. "The first described male Tube-web Spider for mainland Australia: Ariadna kiwirrkurra sp. nov. (Araneae: Segestriidae)", Zootaxa, 4189(3): 595–599.
- Framenau, V. W.; Baehr, B. C. 2016. "Revision of the Australian Union-Jack wolf spiders, genus Tasmanicosa (Araneae, Lycosidae, Lycosinae)", Zootaxa, 4213(1): 1–82.

## Filmografija
- The Nature of Things (TV Series documentary). Herself – Queensland Museum
- Tarantula: Australia's King of Spiders (2005) ... Herself – Queensland Museum[6]